# Săcel, Harghita
Săcel (în maghiară: Székelyandrásfalva, de asemenea cunoscut in trecut ca Románandrásfalva iar înainte de 1899, Oláh-Andrásfalva) este satul de reședință al comunei cu același nume din județul Harghita, Transilvania, România.

## Istoric
Prima atestare documentară a satului este din 1453.

## Imagini

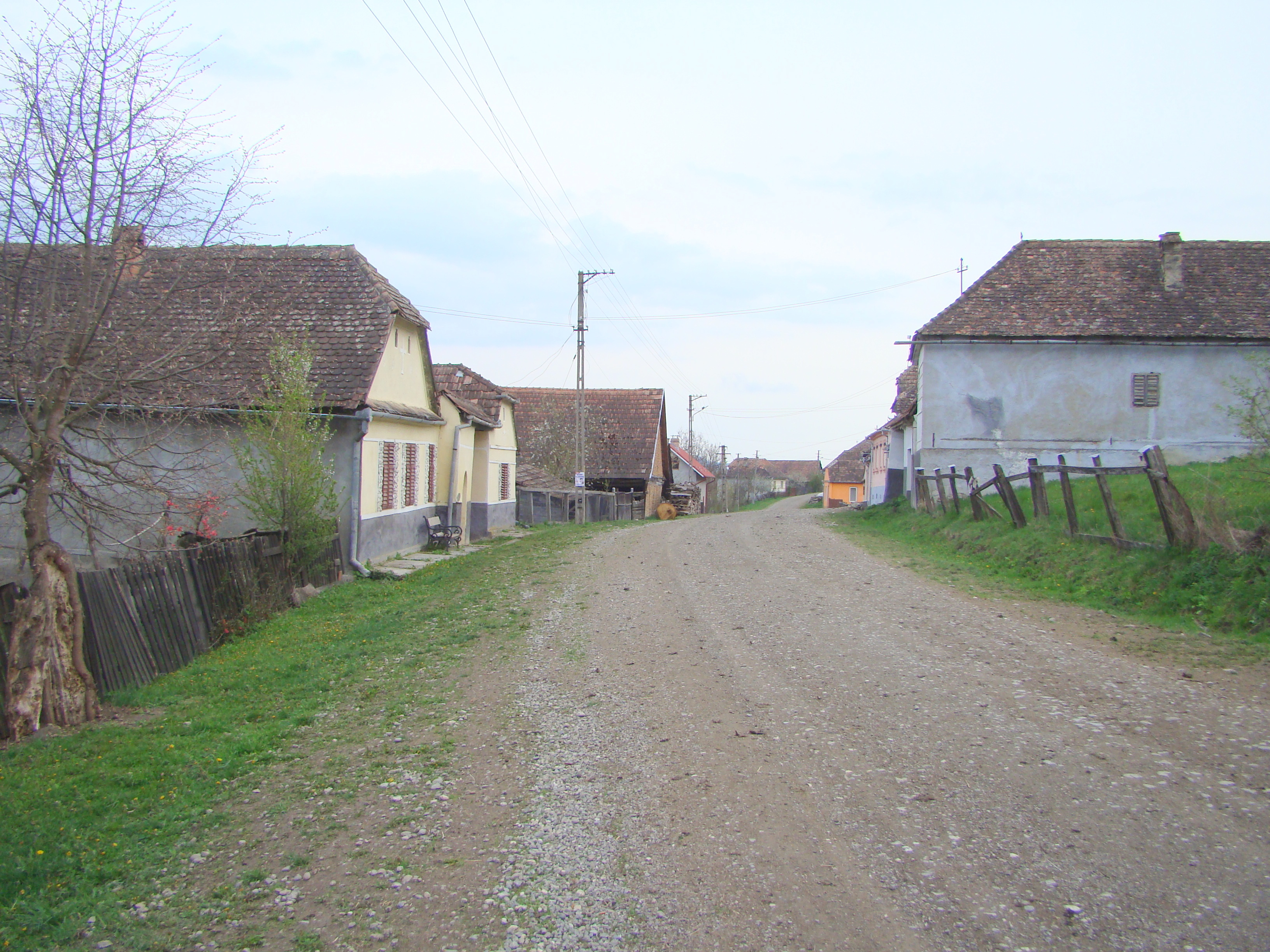
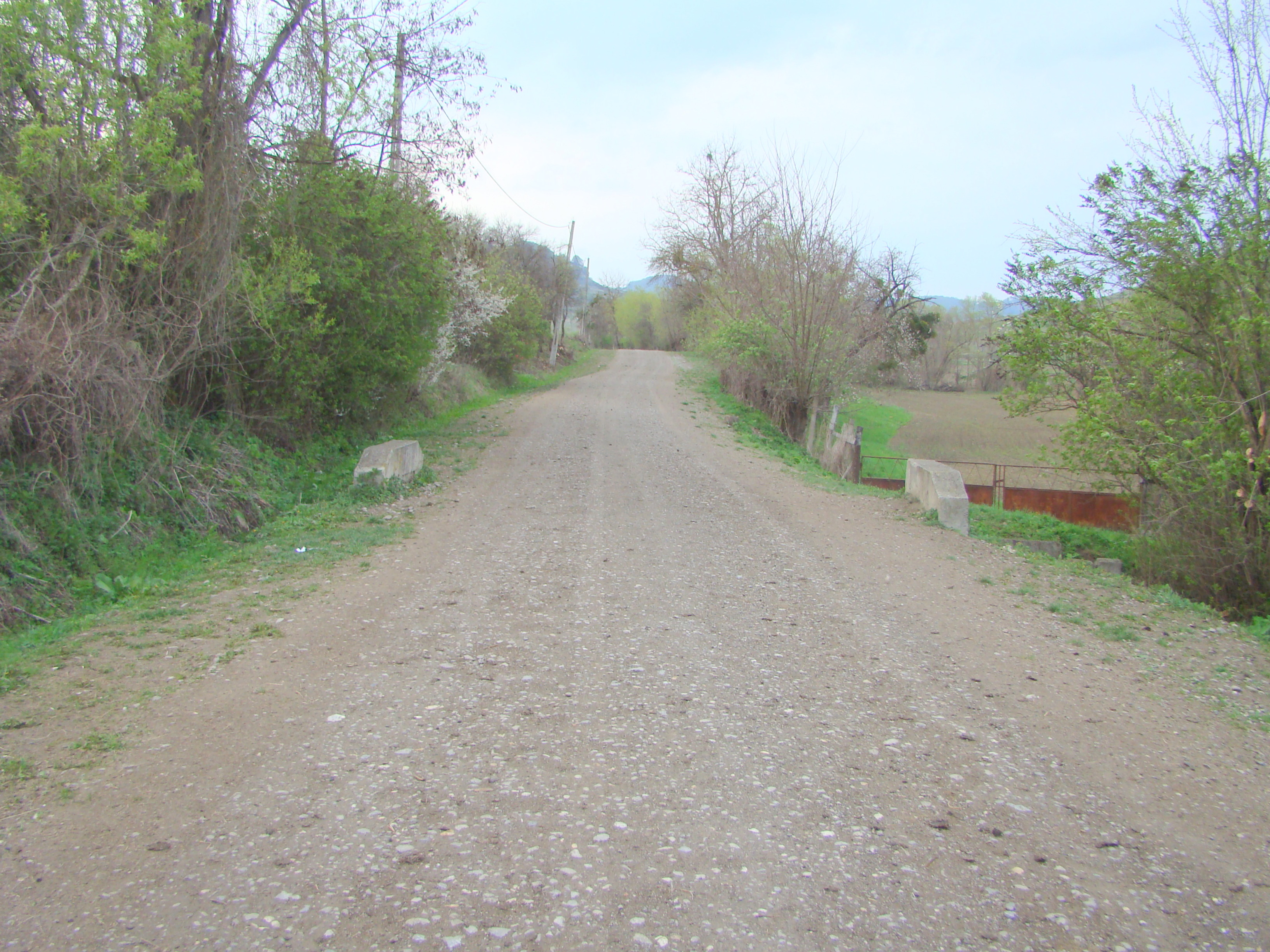
Drumul Săcel-Vidăcut